# 魏氏阿波鰍
魏氏阿波鳅（學名：A. waikhomi），為輻鰭魚綱鯉形目條鳅科的其中一個種，分布亞洲印度諾阿迪興河、布拉瑪普特拉河流域。本魚體延長，體長可達6.8公分，棲息在溪流底層水域，生活習性不明。

## 扩展阅读
維基物種上的相關：魏氏阿波鳅